# Treibe

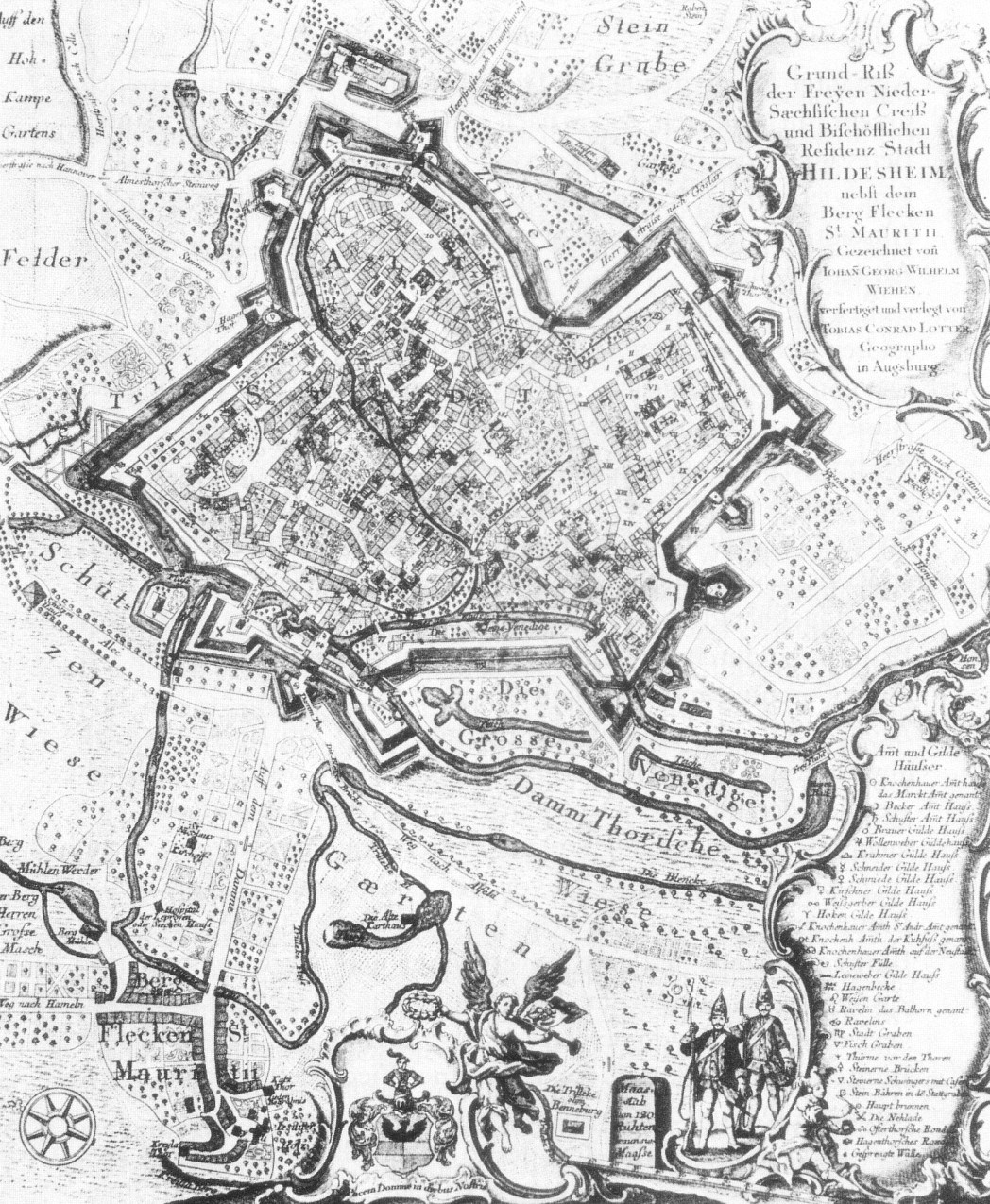
Der Verlauf der Treibe quer durch die Stadt auf einem nicht exakt genordeten Stadtplan von 1750. Ganz oben außerhalb der Mauern das Sültekloster.

Die Treibe war ein Bach in Hildesheim, der bis Ende des 19. Jahrhunderts die Hauptwasserader der Stadt bildete. Er wurde in den 1860er Jahren kanalisiert und verlief danach auf seiner ganzen Länge unterirdisch.

## Verlauf
Die Treibe entstand ursprünglich in der Nähe des Almstores aus dem Zusammenfluss des Ortsschlumps mit dem von der Sültequelle entlang der Wallstraße herkommenden Fischgraben und verlief von dort in südwestlicher Richtung etwa entlang der Arnekenstraße zum Kurzen Hagen. Seit der Anlage der Stadtgräben im 15. Jahrhundert gelangte der Ortsschlump aus dem Stadtgraben heraus etwas weiter westlich am Hagentor in die Stadt und traf nun erst am Kurzen Hagen auf den Sültebach. In der Gegend der heutigen Kardinal-Bertram-Straße teilte sich die Treibe in zwei Arme, von denen der kleinere, vielleicht künstlich angelegte Seitenarm die Eckemekerstraße entlangfloss und nach scharfem Knick vor dem Andreasplatz am Bohlweg wieder mit dem Hauptbach zusammentraf. Weiter ging es über das Hückedahl am Dombezirk vorbei und dann über das Gelände des Bernwardskrankenhauses, wo sie in den Mühlengrabenarm der Innerste mündete.

## Herkunft des Namens
Der Name Treibe, historisch Driebe oder Drive, bedeutet „Bach, der (Mühlen) antreibt.“ Die meisten Quellen bis zurück ins frühe 19. Jahrhundert führen den Namen aber auf das Austreiben, Wegspülen des Unrats aus der Stadt zurück. Daneben war in älterer Zeit für die Treibe auch der Name Hagenbeke gebräuchlich, da der Bach (beke) seit der Anlage der Stadtgräben im 15. Jahrhundert vom Hagentor kommend entlang des Langen Hagens, der Einfriedung (Hag) des Michaelisbezirkes, verlief, dem nördlichen Teil der heutigen Kardinal-Bertram-Straße. Die beiden Arme der Treibe wurde auch große und kleine Treibe oder Hagenbeke genannt, manchmal auch der Hauptbach Treibe und der kleinere Seitenarm Hagenbeke.

## Geschichte
Bis zur Stadterweiterung um das Jahr 1000 bildete die Treibe und ihre sumpfige Niederung für die westlich von ihr gelegene Stadt um Domburg, Alten Markt und Michaeliskloster eine natürliche Befestigungsanlage nach Süden und Osten. Bei der Sanierung des Doms 2010 bis 2014 wurde bei Ausgrabungen an den Verteidigungsmauern der Domburg ein an die Mauer angegliederter, mit Bohlen verkleideter Kanal aus der Mitte des 12. Jahrhunderts für die Treibe entdeckt.
Der Bach diente vor allem zur Entwässerung des in der Treibeniederung sumpfigen Stadtgebietes und zum Abführen des Regen- und Schmutzwassers der Stadt. Die Einleitung von Fäkalien menschlicher oder tierischer Herkunft war hingegen schon mit einer Verordnung des Rates aus dem Jahr 1446 unter Strafe gestellt worden, dieses Verbot wurde auch 1867 nach der Kanalisierung der Treibe aufrechterhalten. Fäkalien wurden stattdessen in Sickergruben gesammelt und später auf die Felder gebracht, wo sie „für die vielfach mit Gartenbau beschäftigte Einwohnerschaft von Wichtigkeit“ waren.
Für die Reinigung der Treibe von hineingeworfenen Tierkadavern durch den städtischen Abdecker wurde seit etwa 1440 ein „Drievengeld“ von den Anliegern erhoben, diese Reinigung erfolgte ab 1570 bis zum Beginn des 19. Jahrhunderts regelmäßig etwa alle sieben Jahre. Dennoch beklagten 1673 die Mönche der Kartause, dass nach jedem Gewitter tote Katzen, Hunde und sogar Schweine auf ihr Grundstück kurz vor der Treibemündung geschwemmt würden. Die Mündung wurde daher 1695 aus dem Garten der Kartause ein wenig nach Norden in die Gegend der Palandtstraße verlegt, wo heute eine kleine Brücke den Mühlengraben überquert. Zur Reinigung des Treibekanals im 19. Jahrhundert gab es „zweckmäßige Stauvorrichtungen“, die eine „energische Spülung“ gestatteten.

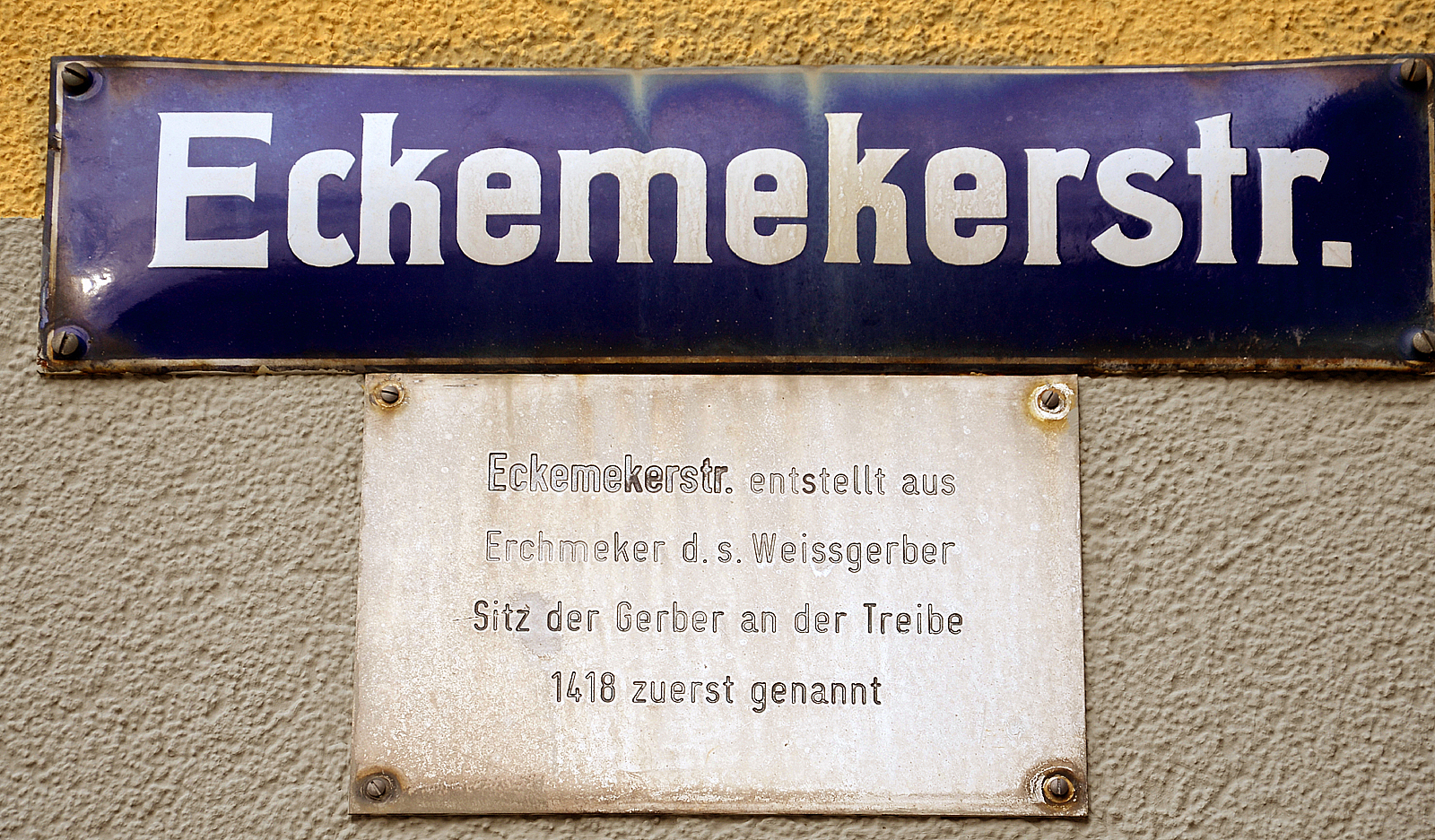
Legende an der Eckemekerstraße, deren Bezug 1418 erstmals urkundlich erwähnt wurde

Im Jahr 1420 wurden an den Ufern der Treibe Waschbänke angelegt, um die Verschmutzung der Brunnen durch das Wäschewaschen zu verhindern. Das Wasser der Treibe wurde auch zum Gerben genutzt, woran der Name der Eckemekerstraße erinnert (erchmeker ist niederdeutsch für Weißgerber), durch die der Seitenarm der Treibe floss. Zudem befand sich am südlichen Ende des Hückedahls von 1590 bis 1866 die Klickmühle, eine Wassermühle für Getreide, die vom Wasser der Treibe angetrieben wurde.
1862 beschloss der Rat im Zuge der Planungen für die ersten Bauabschnitte der Hildesheimer Kanalisation, neben den Stadtgräben auch die Treibe zu begradigen. Dazu wurde der bislang vor allem auf Privatgrund hinter den Häusern verlaufende Bach bis 1867 etwas nach Westen in einen unterirdischen Kanal unter den Straßen verlegt und mündete nun direkt am Ende der Treibestraße. Spätestens nach den Zerstörungen des Zweiten Weltkrieges ist die Treibe ganz in der Kanalisation Hildesheims aufgegangen, einige erhaltene Abschnitte des Kanals dienen heute noch als Vorfluter zur Aufnahme abfließenden Regenwassers.